# 澳洲地區熱帶氣旋季

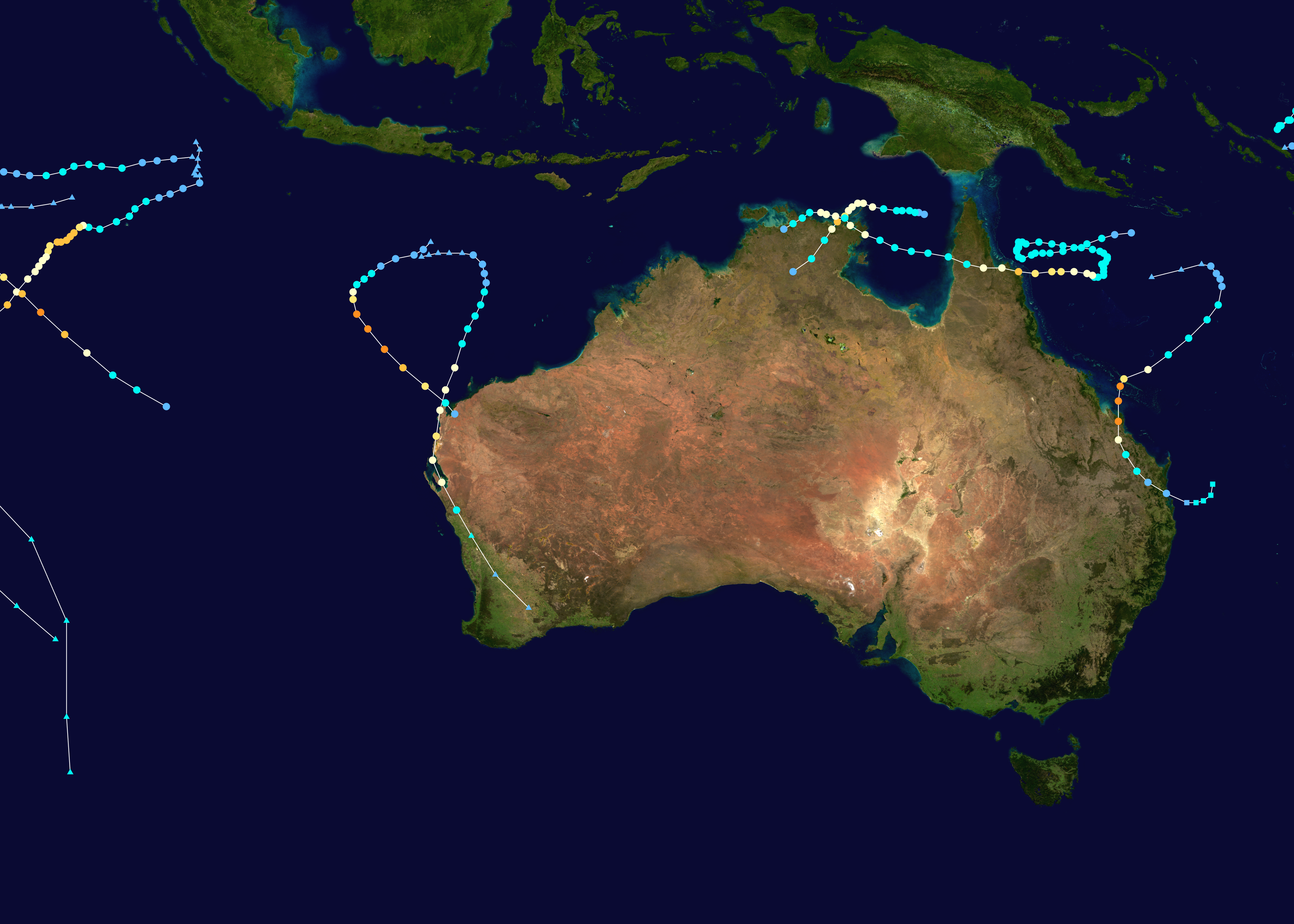
每年澳洲地區熱帶氣旋季，都可以把所有熱帶氣旋合成一圖，以上例子是2014－2015年澳洲地區熱帶氣旋季總結圖。

澳洲地區熱帶氣旋，是指在一季內，於赤道以南及90°E以東至160°E以西的澳洲地區水域，所產生的熱帶氣旋的一段時間，可說是風季的一種。雖然現時各氣象台並沒有定下任何熱帶氣旋季的指定期限，但大部份於南太平洋的熱帶氣旋通常都會於十一月至翌年四月期間形成。

## 定義

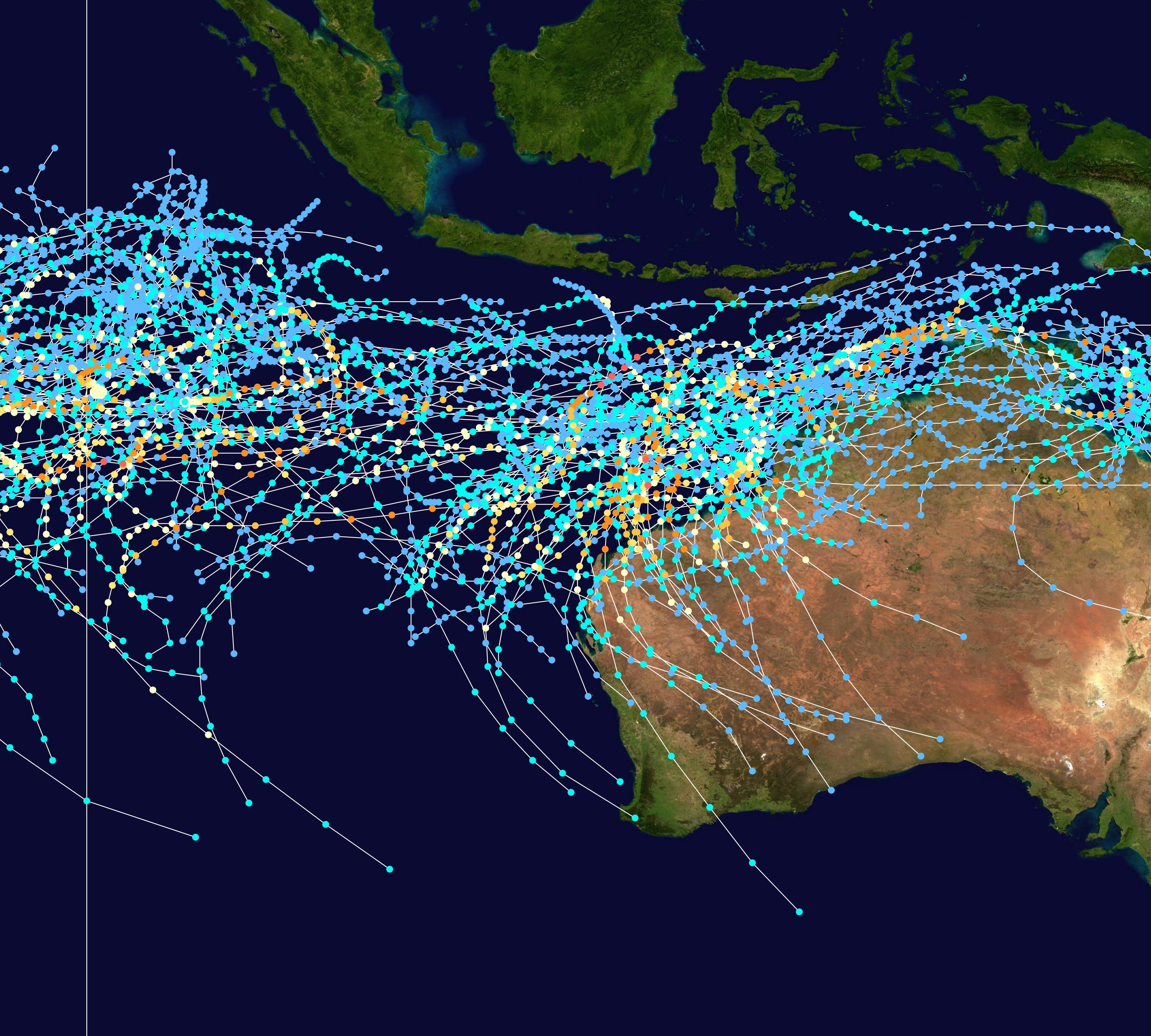
1980年至2005年期間生成的所有澳洲西面地區熱帶氣旋路徑圖

不是一季內所有的熱帶氣旋也計算入澳洲地區熱帶氣旋季，澳洲地區熱帶氣旋季只計算一季內（由西曆7月1日至翌年6月31日，UTC）形成於赤道以南及90°E以東至160°E的太平洋水域的熱帶氣旋。這些不符合太平洋風季範圍的熱帶氣旋都可能會被列入：
- 太平洋颱風季
- 太平洋颶風季
- 大西洋颶風季
- 北印度洋氣旋季
- 西南印度洋熱帶氣旋季（跨頭半年計，即11月至翌年5月）
- 南太平洋熱帶氣旋季（跨頭半年計，即11月至翌年5月）

在澳洲地區產生的熱帶風暴將由澳大利亞國家氣象局負責命名，另外雅加達熱帶氣旋警告中心會在南緯0-10度和東經90-125度負責命名，莫爾茲比港熱帶氣旋警告中心則會在南緯0-約10度和東經約141-約160度負責命名。另外，由於熱帶低氣壓的影響力不大，因此，熱帶低氣壓都不被命名，但則以編號命名，澳大利亞國家氣象局會以U字母作結，如「熱帶低氣壓01U」，聯合颱風警報中心則會以S或P字母作結，如「熱帶低氣壓01S」、「熱帶低氣壓01P」。
澳洲地區熱帶氣旋季的熱帶氣旋，都會在十一月至翌年四月期間形成，即該區的夏天及秋天。

## 影響區域
在澳洲地區生成的熱帶氣旋，都可能會吹襲澳洲、巴布亞新幾內亞、所羅門群島、印尼南部和東帝汶，也有澳洲地區生成的熱帶氣旋跨越東經90度線和東經160度線進入西南印度洋和南太平洋的海域。進入西南印度洋的熱帶氣旋甚少該區域，但部分進入南太平洋海域的熱帶氣旋有可能會影響斐濟、瓦努阿圖和附近的群島。

## 外部連結
- 數位颱風—熱帶氣旋資料及圖片 （页面存档备份，存于）
- 世界氣象組織 （页面存档备份，存于）
- 澳大利亞國家氣象局 （页面存档备份，存于）
- 聯合颱風警報中心 （页面存档备份，存于）
- 雅加達熱帶氣旋警告中心 （页面存档备份，存于）
- 莫爾茲比港熱帶氣旋警告中心 （页面存档备份，存于）